# Sistema primario de soporte vital

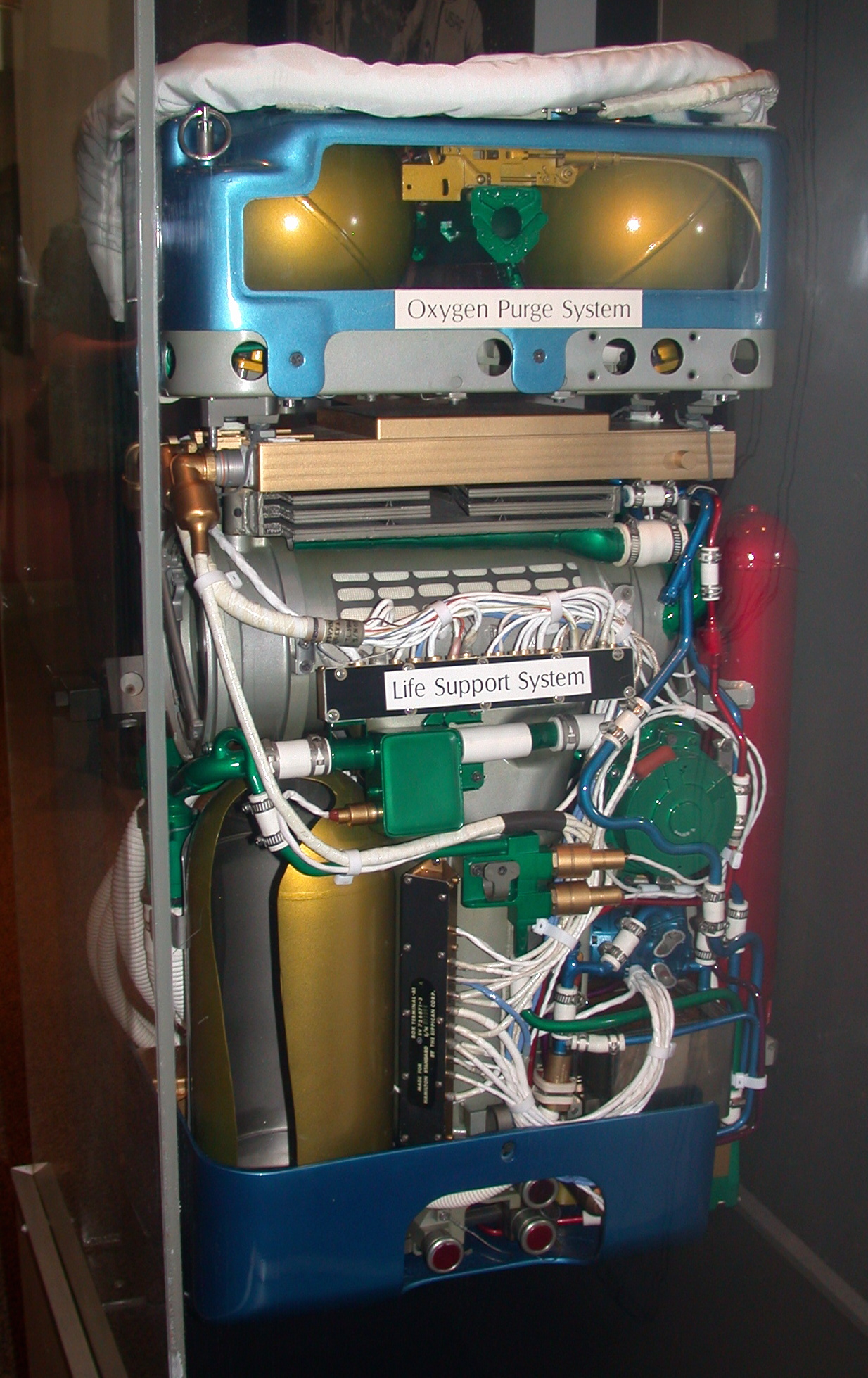
Un sistema de soporte vital portátil del traje Apollo A7L, con su cubierta exterior quitada

Un sistema (o subsistema) de soporte vital primario (o portátil o personal) (PLSS), es un dispositivo conectado al traje espacial de un astronauta o cosmonauta, que permite la actividad extravehicular con máxima libertad, independientemente del sistema de soporte vital de una nave espacial. Un PLSS generalmente se usa como una mochila. Las funciones desempeñadas por el PLSS incluyen:
- Regulación de la presión del traje
- Proporcionar oxígeno respirable
- Eliminación de dióxido de carbono, humedad, olores y contaminantes del oxígeno respirable.
- Enfriamiento y recirculación de oxígeno a través de la prenda de presión, y de agua a través de una Prenda de Ventilación y Enfriamiento Líquido o Prenda de Enfriamiento Líquido.
- Comunicación de voz bidireccional
- Visualización o telemetría de parámetros de salud del traje
- Telemetría de un indicador de la salud inmediata del usuario (por ejemplo, frecuencia cardíaca)

La función de manejo del aire de un PLSS es similar a la de un rebreather de buceo, en el que los gases exhalados se reciclan en el gas respirable en un circuito cerrado.
Cuando se utiliza en un entorno de microgravedad, generalmente se necesita un sistema de propulsión separado por razones de seguridad y control, ya que no hay conexión física con una nave espacial.

## PLLS del Apolo

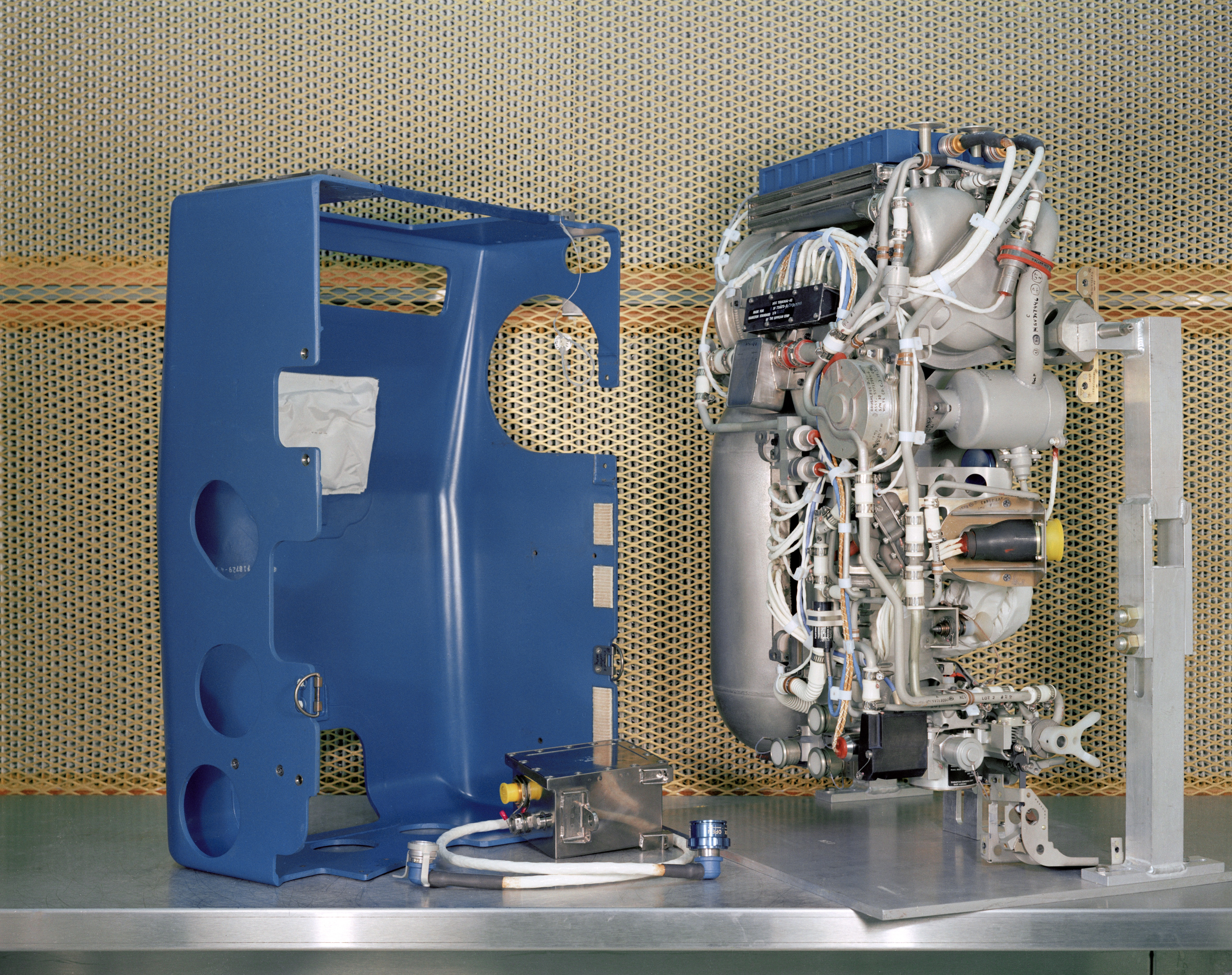
El interior del PLSS deñ Apolo.

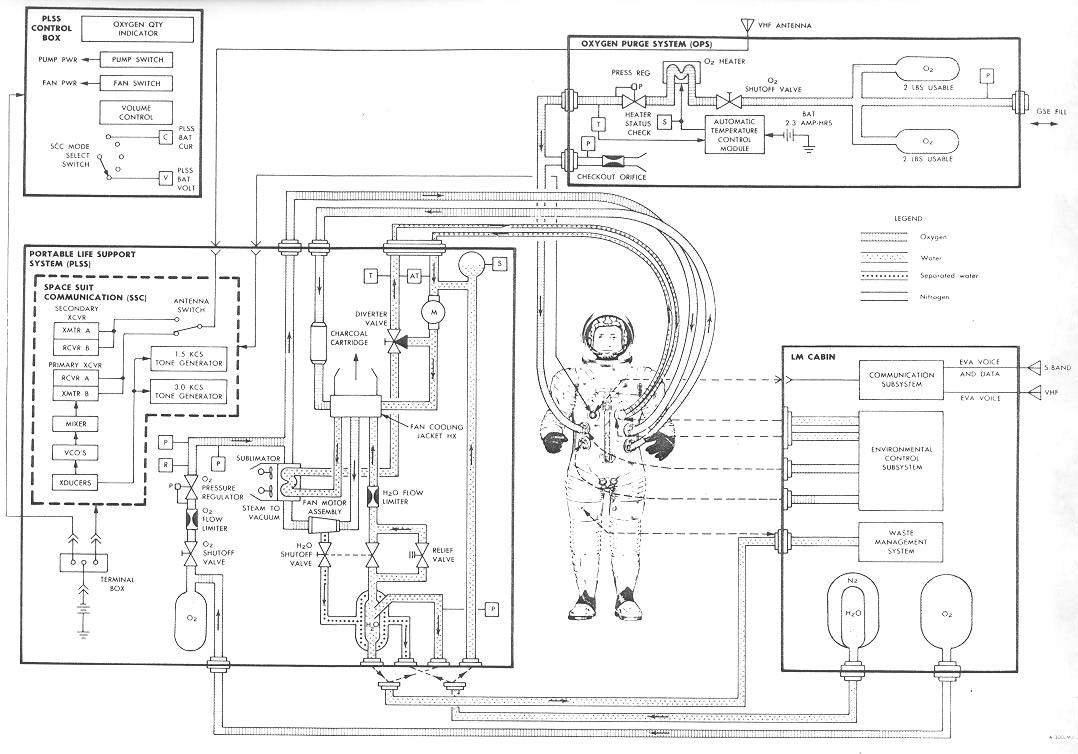
Diagrama del PLSS y OPS del A7L, con interfaces para el astronauta y la cabina del del módulo lunar.

El sistema de soporte vital portátil utilizado en las misiones de aterrizaje lunar Apolo utilizó hidróxido de litio para eliminar el dióxido de carbono del aire respirable e hizo circular agua en un circuito abierto a través de una prenda refrigerada por líquido, expulsando el agua al espacio, donde se convirtió en cristales de hielo. Parte del agua también se utilizó para eliminar el exceso de calor del aire respirable del astronauta y se recogió para verterla en el tanque de aguas residuales de la nave espacial después de una EVA. El PLSS también contenía un transceptor de radio y una antena para comunicaciones, que se retransmitían a través del sistema de comunicaciones de la nave espacial a la Tierra. Los controles PLSS se proporcionaron en la Unidad de Control Remoto (RCU) montada en el pecho del astronauta. El oxígeno y el agua se pudieron recargar para múltiples EVA desde el sistema de control ambiental de la nave espacial.
Los tiempos de EVA en la superficie lunar para las primeras cuatro misiones (Apolo 11 a 14) se limitaron a 4 horas, con oxígeno almacenado a 1020 libras por pulgada cuadrada (7 MPa), 3 libras (1,4 kg) de hidróxido de litio, 8,5 libras (3,9 litros) de agua de refrigeración y una batería de 279 vatios-hora. Para las misiones extendidas del Apolo 15 a la 17, el tiempo de permanencia en la EVA se duplicó a 8 horas aumentando el oxígeno a 1430 libras por pulgada cuadrada (9,9 MPa), hidróxido de litio a 3,12 libras (1,4 kg), agua de refrigeración a 11,5 libras (5,2 litros) y capacidad de batería a 390 vatios-hora.
En caso de que el sistema principal fallara, se proporcionó un respaldo de emergencia mediante una unidad separada llamada Sistema de Purga de Oxígeno (OPS), montada en la parte superior del PLSS, inmediatamente detrás del casco del astronauta. La OPS mantuvo la presión del traje y eliminó el dióxido de carbono, el calor y el vapor de agua a través de un flujo de aire continuo y unidireccional ventilado al espacio. Cuando se activa, el OPS proporciona oxígeno a una entrada separada en el traje de presión, una vez que se abre manualmente una válvula de ventilación en una salida separada del traje. La OPS proporcionó un máximo de unos 30 minutos de oxígeno de emergencia para respirar y refrescarse. Esto podría extenderse a 75 a 90 minutos con una manguera de "sistema de compañeros" que usara el PLSS funcional del otro astronauta para enfriarse (solamente). Esto permitió que la válvula de ventilación se cerrara parcialmente para disminuir el caudal de oxígeno.

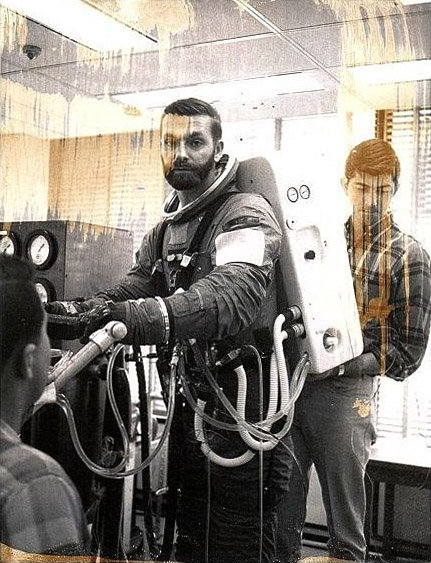
James P. Lucas prueba el PLSS en el Centro de Vuelo de Houston

El PLSS tenía unas dimensiones de 26 pulgadas (66,0 cm) de altura, 18 pulgadas (45,7 cm) de ancho y 10 pulgadas (25,4 cm) de profundidad. Su evaluación se llevó a cabo en el Centro de Vuelo de Houston por James P. Lucas, quien trabajaba para Hamilton Standard, así como por varios astronautas en tanques de flotabilidad neutral en Dallas. La primera prueba en el espacio fue realizada por Rusty Schweickart durante una EVA en pie en la órbita terrestre durante la misión Apolo 9. En la Tierra, el PLSS tenía un peso de 84 libras (38,1 kg), mientras que en la Luna su peso se reducía a 14 libras (equivalente a 6,4 kg en la Tierra). Por otro lado, la OPS pesaba 41 libras (18,6 kg) en la Tierra, lo que se traduce en 6,8 libras (equivalente a 3,1 kg en la Luna).

## PLSS del Transbordador espacial/Estación espacial internacional
Los astronautas del transbordador espacial han empleado sistemas análogos, los cuales son actualmente utilizados por las tripulaciones de la Estación Espacial Internacional.
El sistema de soporte vital primario del traje EMU, empleado en el transbordador espacial y en la Estación Espacial Internacional, es producido por la empresa Hamilton Sundstrand. Este sistema se instala en la sección posterior del conjunto del torso superior rígido (HUT).
El oxígeno (O2), el dióxido de carbono (CO2) y el vapor de agua son extraídos de las extremidades del traje por la prenda de ventilación y enfriamiento líquido o LCVG, que envía el gas al PLSS. Cuando el gas ingresa al PLSS, el carbón activado elimina los olores y el hidróxido de litio (LiOH) elimina el dióxido de carbono. A continuación, el gas pasa a través de un ventilador que mantiene un caudal de unos seis pies cúbicos por minuto. Luego, un sublimador condensa el vapor de agua, que se elimina mediante un "sorbedor" y un separador rotatorio. El agua extraída se almacena y se utiliza para complementar el suministro de agua utilizado en el LCVG. El sublimador también enfría el oxígeno restante a aproximadamente 55 grados Fahrenheit (12,8 °C). Un sensor de flujo monitorea el caudal.
Se agrega oxígeno adicional al flujo desde un tanque de almacenamiento según sea necesario, aguas abajo del sensor de flujo. Luego, el oxígeno regresa al traje por la parte posterior de la cabeza, donde fluye hacia abajo sobre el rostro del astronauta. Al suministrar oxígeno al casco y extraer gas de las extremidades, el traje está diseñado para garantizar que el ocupante del traje respire el oxígeno más fresco posible.
La presión de funcionamiento del traje espacial se mantiene en 4,3 psi (29,6 kPa) (0,3 atm ~ un tercio de la presión atmosférica de la Tierra) durante operaciones extravehiculares y 0,7 psi (4,8 kPa) en relación con la presión externa mientras está en modo intravehicular (es decir, dentro de la nave espacial presurizada).

## Desarrollo de tecnologías
Las tecnologías que se están considerando para su aplicación en futuros PLSS incluyen la adsorción por cambio de presión (PSA), un proceso por el cual el CO2 se puede separar del gas de manera más eficiente y a través de un proceso repetible, a diferencia de los actuales recipientes de LiOH, que se saturan con cada uso y están limitados a alrededor de ocho horas. Al regenerar el sorbente durante el EVA, se puede reducir en gran medida el tamaño y el peso del recipiente del sorbente. La PSA logra esto expulsando CO2 y vapor de agua al espacio.